# Tongjiaotempel
Tongjiaotempel is een boeddhistische tempel in Dongcheng district, Beijing, Volksrepubliek China.
Deze tempel staat in een hutong en wordt bewoond door bhikkhuni.

## Geschiedenis
De tempel in de Ming-dynastie door een eunuch gebouwd en in de Qing-dynastie grondig gerestaureerd. Bij het begin van de Chinese republiek was de tempel sterk vervallen. Er leefde toen nog maar één bhikkhuni. In 1942 kwamen twee bhikkhuni uit de Chinese provincie Fujian en lieten de tempel verbouwen met ingezameld geld. Tijdens de Culturele Revolutie werd de tempel ernstig beschadigd. Beelden, soetra's en religieuze gebruiksvoorwerpen werden vernietigd. De bhikkhuni van de tempel werden weggejaagd. In 1978 werden de tempel in oude vorm hersteld en de bhikkhuni mochten het gebouw weer bewonen. Religieuze bijeenkomsten werden stapje voor stapje weer toegestaan. In 1983 kwam de tempel op de lijst van belangrijke boeddhistische tempels in Han-Chinese gebieden.